# إيشيرو سيريزاوا
إيشيرو سيريزاوا (مواليد 10 مارس 1945) هو مبارز بالسيف ياباني، مثّل بلاده في الألعاب الأولمبية الصيفية 1972.

## روابط رياضية
إيشيرو سيريزاوا على موقع أوليمبيديا (الإنجليزية)